# Claire Davenport
Claire Bernice Davenport (24 de abril de 1933 – 25 de febrero de 2002) fue una actriz inglesa muy conocida por su voluminoso físico.

## Vida y carrera
Davenport nació el 24 de abril de 1933 en Sale, Cheshire, y comenzó a actuar en 1961 con un papel teatral en César y Cleopatra en el Playhouse de Oxford.
Su trabajo cinematográfico incluye papeles en El retorno del Jedi (como Yarna d'al' Gargan, originalmente anunciada como "Bailarina Gorda"), El regreso de la pantera rosa, Las aventuras de un compañero de fontanero, Carry On Emmannuelle, La tempestad y El hombre elefante. En televisión, apareció en The Dick Emery Show, Remington Steele, Doctor Who, Minder, George and Mildred, Robin's Nest, Fawlty Towers y al menos tres episodios de On the Buses, entre otros. También hizo un cameo en un episodio de Mind Your Language. Entre sus últimas apariciones en televisión estuvo un episodio de 1993 de The Smell of Reeves and Mortimer.

## Muerte
Davenport dejó de trabajar después de sufrir una serie de derrames cerebrales en la década de 1990. Murió a la edad de 68 años en Londres el 25 de febrero de 2002. (no el 4 de marzo, como se suele decir) por insuficiencia renal.

## Filmografía

### Cine
| Year | Title                                 | Role                      | Notes              |
| ---- | ------------------------------------- | ------------------------- | ------------------ |
| 1963 | Ladies Who Do                         | Transeúnte                | Sin acreditar      |
| 1969 | Crossplot                             | Invitada a la boda        |                    |
| 1969 | Carry On Again Doctor                 | Invitada a la boda        | Sin acreditar      |
| 1970 | Some Will, Some Won't                 | Blowzy Woman              |                    |
| 1971 | On the Buses                          | Peggy                     |                    |
| 1973 | The Best Pair of Legs in the Business | Señorita comiendo         |                    |
| 1975 | The Return of the Pink Panther        | Masseuse                  |                    |
| 1976 | The Bawdy Adventures of Tom Jones     | Mrs Bakewell              | Sin acreditar      |
| 1976 | The Pink Panther Strikes Again        | Limpiadora del hotel      | Escenas eliminadas |
| 1976 | Intimate Games                        | Stripper gorda            |                    |
| 1978 | Rosie Dixon - Night Nurse             | Señora Buchanan           |                    |
| 1978 | Jubilee                               | First Customs Lady        |                    |
| 1978 | Adventures of a Plumber's Mate        | Belinda                   |                    |
| 1978 | Carry On Emmannuelle                  | Rubia en el pub           |                    |
| 1979 | The Tempest                           | Sycorax                   |                    |
| 1979 | Birth of the Beatles                  | Nude                      |                    |
| 1980 | The Elephant Man                      | Dama desnuda              |                    |
| 1983 | Screamtime                            | Mrs. Harlett              | Sin acreditar      |
| 1983 | Return of the Jedi                    | Yarna d'al' Gargan        |                    |
| 1989 | War Requiem                           | Charge Sister / Britannia |                    |
| 1990 | Camping                               | Campista inglesa          |                    |

## Papeles televisivos parciales
| Title                  | Year        | Role                    |
| ---------------------- | ----------- | ----------------------- |
| Bulldog Breed          | 1962        | Landlady                |
| The Rag Trade          | 1963        | Myrtle                  |
| Doctor Who             | 1964        | The Empress             |
| Love Story             | 1964        | Miss Denning            |
| Crossroads             | 1964        | Miss Montgomery         |
| The Sullavan Brothers  | 1965        | Mrs Melvin              |
| The Baron              | 1966        | Anna Lubovitch          |
| Gideon's Way           | 1966        | Helen                   |
| Ways with Words        | 1966        | Mujer en el restaurante |
| George and the Dragon  | 1968        | Samantha                |
| ITV Playhouse          | 1968        | Mrs Mosscrop            |
| Theatre 625            | 1968        | Mrs Bliss               |
| Boy meets Girl         | 1968        | Nurse Vileski           |
| Armchair Theatre       | 1969        | Mrs Kapodis             |
| W. Somerset Maugham    | 1970        | Rosa                    |
| The Other Reg Varney   | 1970        | Varios personajes       |
| Play for Today         | 1971        | Enfermera               |
| The Misfit             | 1971        | Boris                   |
| Queenie's Castle       | 1971        | Glenda                  |
| Stage 2                | 1972        | Mujer                   |
| Menace                 | 1972        | Camarera                |
| On the Buses           | 1973        | Mrs Webb                |
| Cantar de los Cantares | 1973        | Vecina                  |
| Hey Brian!             | 1973        | Mujer                   |
| Pollyanna              | 1973        | Mrs Spencer             |
| Shoulder to Shoulder   | 1974        | Nurse Pine              |
| Fawlty Towers          | 1975        | Mrs Wilson              |
| Don't Drink The Water  | 1975        | Bertha                  |
| Couples                | 1976        | Mrs Bagley              |
| George and Mildred     | 1976        | Asistenta de tienda     |
| The Fuzz               | 1977        | Miss Bullock            |
| Angels                 | 1978        | Doreen Smith            |
| George and Mildred     | 1978        | Gloria Rumbold          |
| Mind Your Language     | 1979        | Eva                     |
| Metal Mickey           | 1981        | Mujer cavernícola       |
| By the Sword Divided   | 1983 - 1985 | Mrs Dumfrey             |
| Minder                 | 1985        | Nigel's Mum             |
| Alice in Wonderland    | 1986        | La Duquesa              |